# Fontaine d'Or

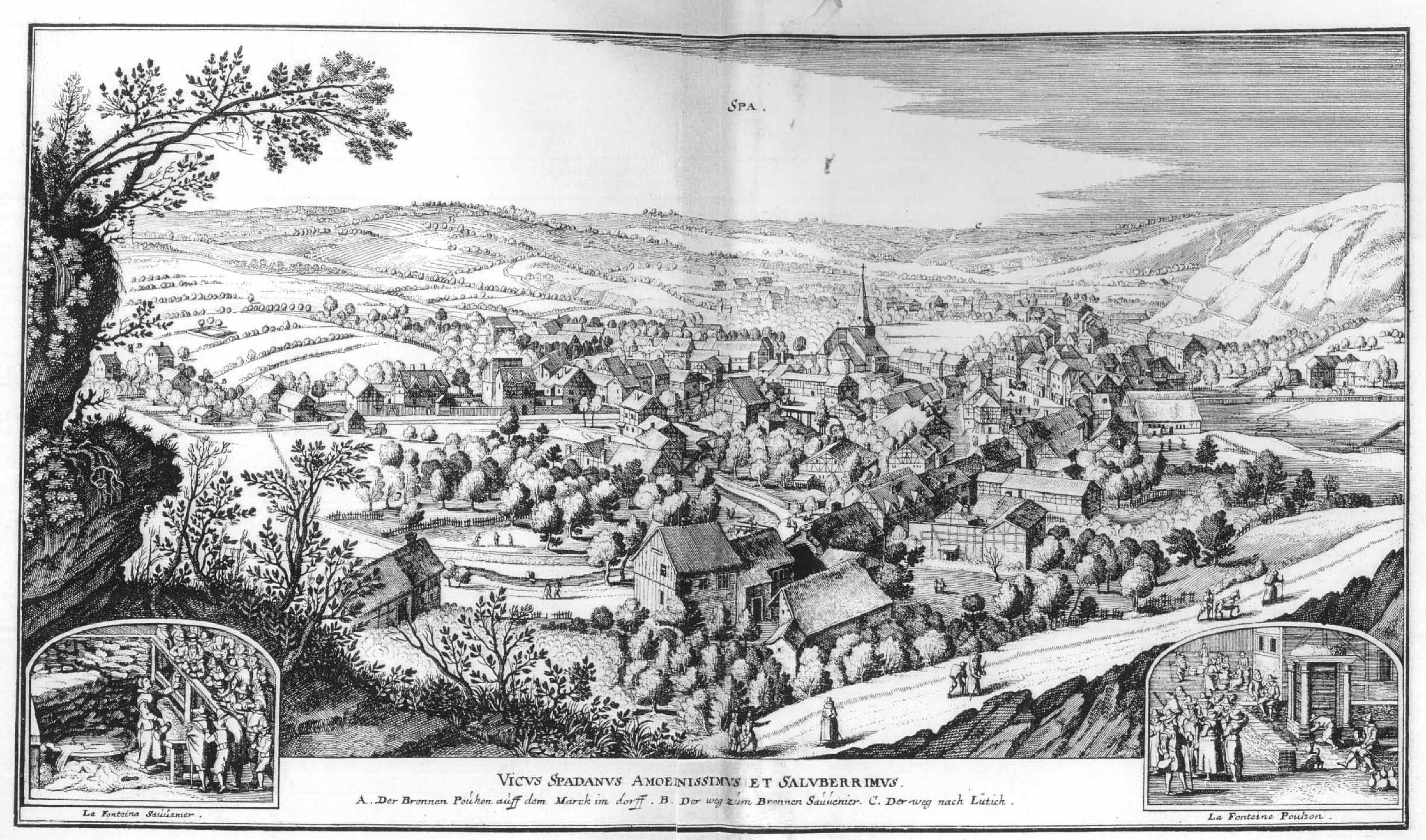
Vue de Spa, 1647, gravure de Matthäus Merian.

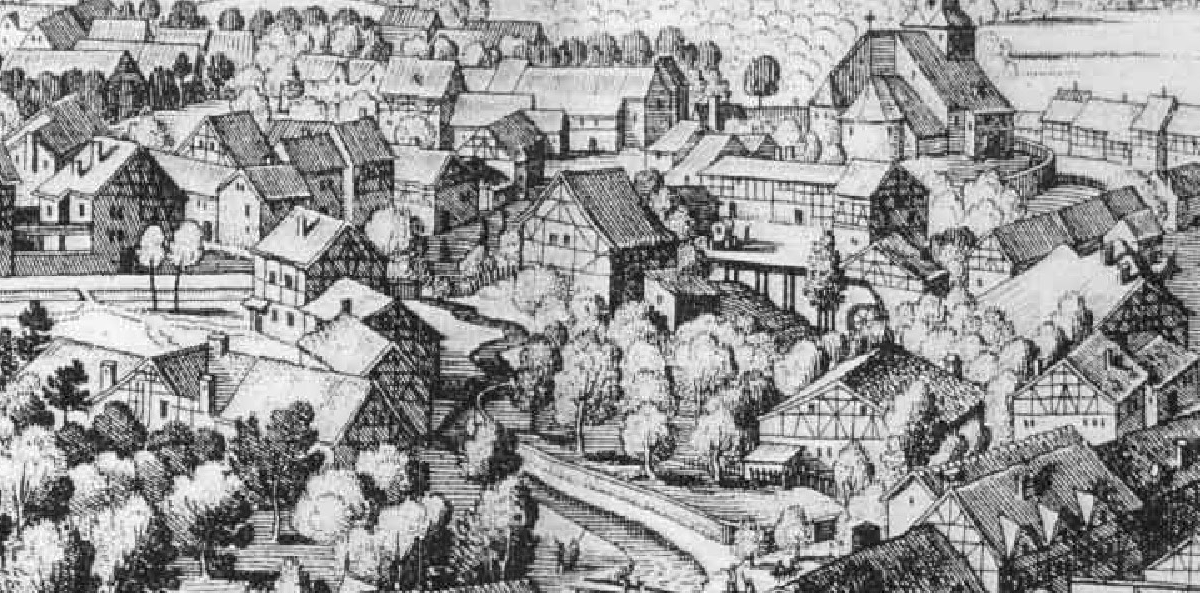
Vue de Spa, 1647, détail, Matthäus Merian.

L’Hôtel de la Fontaine d’Or était un hôtel situé sur le plan de Spa (Belgique) levé par les frères Caro en 1770, Rue de l’assemblée, appelée aussi la Grande rue et dénommée actuellement Rue royale. Cet hôtel était, plus ou moins, à la hauteur et sur le site actuel des Bains de Spa construits en 1861. On comptait en effet en 1770, dans cette rue, en direction du Vieux Spa, vers l’ouest, onze maisons entre pignons depuis la façade du casino de la Redoute, à front de rue, jusqu’à l’hôtel de la Fontaine d’Or, soit environ 100 m. La Rue de l’assemblée, outre la Maison d’assemblée, la Redoute, comptait une quarantaine d’hôtels.

## Histoire
La Fontaine d’Or était le plus grand et le plus « luxueux » d’entre eux. Dans la première édition des Nouveaux amusements de Spa, en 1763, on peut lire qu’il était réservé « aux personnages de distinction, menant grand train » ce qui signifie pour l’époque et pour Spa, les princes les plus titrés d’Europe.
L’architecture d’ensemble en 1770 se présentait « en carré » avec une grande cour intérieure. La façade principale, flanquée d’un porche, donnait sur le côté sud de la Rue de l’assemblée et une autre, faisant angle, donnait vers l’est dans une large impasse voisine. Côté ouest, le bâti jouxtait un plus petit hôtel enseigné la Chaîne d’Or, lui-même établi à côté d’un hôtel similaire, l’Anneau d’Or, à Mathieu Xhrouet (1735). En face de ces derniers, se trouvait l'hôtel de la Vigne d’Or, comprenant de la vigne. La façade arrière, sud, de la Fontaine d’Or, donnait sur son jardin et des prés qui s’étendaient jusqu’au pied de l’abbaye des Capucins.
L’hôtel de la Fontaine d’Or fut construit sur la base du schéma des fermes en carré brabançonnes. Il devait avoir une dimension extérieure de 30 m en façade sur 40 m en profondeur. En 1650, on comprend bien cette initiative architecturale privée car le marquisat de Franchimont et le pays tout entier étaient à cette époque parcourus sans cesse par les troupes franches qui dévastaient tout sur leur passage et se livraient au pillage. D’ailleurs, pour parer à l’insécurité des habitants, le prince enjoignit aux principales villes de Franchimont : Verviers, Theux et Spa, d’élever des murailles autour des bourgs, d’y pratiquer des portes, et de placer à ses entrées des corps de gardes bourgeoises. Avant cette fortification, c’était l’église bâtie sur un rocher et entourée du cimetière enclos de murailles qui servait en quelque sorte de forteresse.
Pour se donner une idée plus précise de la taille et de la capacité de la Fontaine d’Or dès sa construction, on peut se référer à la Liste des Seigneurs étrangers logés à Spa, le 20 juillet 1669, qui mentionne comme hébergés à la Fontaine d’Or : « Madame la baronnesse de Wisquerque et le viscomte Doblen avec leur suite, en nombre de 13 personnes. Monsieur de Liverlooz, recepveur-général de Son Altesse et avec un valet – 2 personnes. Monsieur Neufcour avec sa femme et enffans, et Monsieur François, apothicaire de Liège, en nombre de 7 personnes ». Cela nous conduit à savoir que l’hôtel pouvait loger au moins 22 personnes à quoi s’ajoutait probablement quelques personnels de service locaux. Grâce au récit du séjour à Spa du duc Cosme III de Medicis, en 1669, on sait que la cité connaissait déjà à cette date une cinquantaine d’hôtels mis à la disposition des bobelins. Celui de la Fontaine d’Or était parmi les plus importants.
On relève en 1770, plus d’un siècle après la construction de la Fontaine d’Or dans la Rue de l’assemblée, une grosse centaine d’hôtels à Spa dans le dernier quart du XVIIIe siècle, qui comptait un bon quart d’entre eux enseignés « d’Or » : l’Ancre d’Or, la Rose d’Or, la Tête d’Or, l’Étoile d’Or, la Chaîne d’Or, l’Anneau d’Or, la Vigne d’Or, etc. On comprend mieux le qualificatif de Café de l’Europe donné à Spa par Joseph II. Parmi les enseignes d’hôtels de Spa relevés en 1770, on note par ailleurs, aussi celles liées à une ville particulière : Rome, Liège, Mons, Bruges, Compiègne, etc. ; celles liées aux armes de princes titrés : Aux armes d’Angleterre, Au roi d’Espagne, de Pologne, Au prince Clément de Saxe, Au prince de Condé, À l’empereur, etc. ; celles liées au bestiaire symbolique : Au cheval blanc, Au cheval verd, Au mouton blanc, À l'éléphant, Au lion bleu, Au léopard, Au pic-vert, Au coq hardi, etc.
Un témoignage de Gérard de Leau nous donne une indication sur le succès de la Fontaine d’Or : « Il étoyt anciennement d’usage que toute personne de marque laissoit à la maison qu’elle avoit occupé, son blason avec le détail de ses titres et des effets et résultats qu’elle avoit éprouvé de l’usage des eaux, et la date et le temps de son séjour. La maison portant l’enseigne la Fontaine d’Or, consumée par l’incendie de 1807, étoit garnie de ces blasons, à son extérieur, dans les parois de son entrée, et dans les contours de sa cour. » D’après le plan de Spa des frères Caro, par leurs tailles, en 1770, seuls les hôtels de Lorraine (à Lambert Xhrouet), Place du pont, en face du Pouhon, et Aux armes d’Angleterre, Rue de la Sauvenière, pouvaient lui faire concurrence.
L’alimentation en eau courante de l’hôtel était un privilège durement obtenu, un siècle plus tôt, le 24 octobre 1662. Une demande commune fut faite en justice par les maîtres de l’Arbre d’Or, Antoine Le Loup (père de Remacle Le Loup) dit le Cache (+1683), de la Rose blanche, Robert de Sclessin, et de la Fontaine d’Or, Jean Godefroid Xhrouet, pour obtenir auprès du révérend Père Lambert supérieur des Capucins et garantir par une sauvegarde du prince, l’alimentation en eau courante de leurs hôtels par canalisations souterraines depuis la fontaine d’eau minérale de l’abbaye des Capucins située en amont ; « dont la source est située à 1000 pas  pour le moins du bourg au pied de la montagne allant à Creppe condist Bachichamps ». Le blason de Jean Godefroid Xhrouet  ornera l’église des Capucins.
Dans des notes manuscrites du chevalier de Limbourg, relatives à la deuxième édition des Nouveaux amusements de Spa en 1781, on trouve que l’hôtel de la Fontaine d’Or portait cette enseigne car il avait en ses murs une source d’eau minérale.